# Cyclestheria
Cyclestheria is een geslacht van kreeftachtigen uit de klasse van de Branchiopoda (blad- of kieuwpootkreeftjes).

## Soort
- Cyclestheria hislopi (Baird, 1859)